# Knock You Down
Knock You Down is een nummer door de Amerikaanse singer-songwriter Keri Hilson. Het is een samenwerking met rapper Kanye West en zanger Ne-Yo werd als vierde Amerikaanse en tweede Europese single uitgebracht ter promotie van haar debuutalbum In a Perfect World.... Het werd in Nederland echter als de eerste single van haar album uitgebracht. Het nummer is Hilsons best presterende single als soloartiest.

## Achtergrondinformatie
Het nummer is geschreven door Nathaniel Hills, Marcella Araica, Kevin "KC" Cossom, Shaffer Smith, Keri Hilson en Kanye West en heeft, net als de meeste nummers, vlak voor het opnemen enkele wijzigingen ondergaan. Een van deze wijzigingen is het opnemen van Wests vocalen, dat op het laatste moment is gebeurd. Hilson had eerder al geuit dat ze graag met West en Ne-Yo wilde werken. Het nummer is geproduceerd door Danja (Nelly Furtado, Justin Timberlake, Britney Spears).
Het nummer werd in het algemeen goed ontvangen door critici, mede door de samenwerking die ze in het nummer aangaat.

## Videoclip
De videoclip is in Los Angeles opgenomen en is geregisseerd door Chris Robinson.
In de eerste scène is Hilson als het ware een vrije val maakt in de slaapkamer van haar appartement. De scène eropvolgend volgt haar leven waarin West haar partner is. Deze rol neemt Ne-Yo tijdens zijn couplet over. Het einde van de clip bevat een split screen met aan de linkerkant het beeld waar West Hilson en Ne-Yo ziet zoenen terwijl de rechterkant een flashback van een eerdere scène uit het begin van de clip in het zwart-wit is. De eindscène is een confrontatie tussen West en Ne-Yo en de clip eindigt met Hilson die opnieuw een vrije val maakt.

## Tracklist

### Promo-cd
1. "Knock You Down" (album version) — 05:29
2. "Knock You Down" (main edit) — 04:12
3. "Knock You Down" (radio edit) — 04:12

### Verschillen in versies
In zowel de main edit en de radio edit zijn er gedeeltes uit geknipt, waaronder het begin, waar Hilson in de albumversie enkele woorden zegt, en een klein couplet dat ze na Wests tweede rap na het derde couplet zong. Ook is het einde ingekort. Daarnaast zijn op sommige momenten de instrumenten weggehaald waardoor er a capella-gedeeltes ontstaan.

## Commercieel
Knock You Down is Hilsons meest succesvolle single als leadzangeres. Het behaalde de derde positie in de Amerikaanse Billboard Hot 100 en de vijfde plek in de Britse UK Singles Chart. Het is in beide landen Hilsons tweede toptiennotering na The Way I Are van Timbaland met D.O.E.. Daarnaast behaalde ze met het nummer de eerste positie in Nieuw-Zeeland.
Het nummer was haar eerste single in Nederland en werd door Radio 538 verkozen tot Alarmschijf. De single debuteerde op de 27ste positie en steeg de week erna door tot de vijftiende positie.

### Hitnotering
| Knock You Down in de Nederlandse Top 40 – binnen: 25-07-2009 | Knock You Down in de Nederlandse Top 40 – binnen: 25-07-2009 | Knock You Down in de Nederlandse Top 40 – binnen: 25-07-2009 | Knock You Down in de Nederlandse Top 40 – binnen: 25-07-2009 | Knock You Down in de Nederlandse Top 40 – binnen: 25-07-2009 | Knock You Down in de Nederlandse Top 40 – binnen: 25-07-2009 | Knock You Down in de Nederlandse Top 40 – binnen: 25-07-2009 | Knock You Down in de Nederlandse Top 40 – binnen: 25-07-2009 | Knock You Down in de Nederlandse Top 40 – binnen: 25-07-2009 | Knock You Down in de Nederlandse Top 40 – binnen: 25-07-2009 | Knock You Down in de Nederlandse Top 40 – binnen: 25-07-2009 | Knock You Down in de Nederlandse Top 40 – binnen: 25-07-2009 | Knock You Down in de Nederlandse Top 40 – binnen: 25-07-2009 | Knock You Down in de Nederlandse Top 40 – binnen: 25-07-2009 |
| Week                                                         | 1                                                            | 2                                                            | 3                                                            | 4                                                            | 5                                                            | 6                                                            | 7                                                            | 8                                                            | 9                                                            | 10                                                           | 11                                                           | 12                                                           |                                                              |
| ------------------------------------------------------------ | ------------------------------------------------------------ | ------------------------------------------------------------ | ------------------------------------------------------------ | ------------------------------------------------------------ | ------------------------------------------------------------ | ------------------------------------------------------------ | ------------------------------------------------------------ | ------------------------------------------------------------ | ------------------------------------------------------------ | ------------------------------------------------------------ | ------------------------------------------------------------ | ------------------------------------------------------------ | ------------------------------------------------------------ |
| Nummer                                                       | 27                                                           | 15                                                           | 10                                                           | 10                                                           | 8                                                            | 9                                                            | 14                                                           | 16                                                           | 18                                                           | 19                                                           | 36                                                           | 40                                                           | uit                                                          |